# Котинга болівійська
Котинга болівійська (Phibalura boliviana) — вид горобцеподібних птахів родини котингових (Cotingidae).

## Таксономія
Цей таксон вважався підвидом Phibalura flavirostris до 2011 року, коли його було виділено до видового рангу.

## Розповсюдження
Поширений в центральній Болівії. Мешкає у високогірних саванах і на околицях джунглів, а також у напіввологих лісах у горах на висоті від 1400 до 2000 м.

## Чисельність
Птах вперше був виявлений на початку XX століття. Далі вид не спостерігався впродовж 98 років. Повторно виявлений у 2000 році у фрагментарному лісі площею 200—400 га поблизу міста Пата, на північному заході муніципалітету Аполо, у національному парку Мадіді. Загальна популяція виду оцінюється в 600—800 птахів.